# Ron Greschner
Ronald John "Ron" Greschner, född 22 december 1954 i Goodsoil, är en kanadensisk före detta professionell ishockeyback som tillbringade 16 säsonger i den nordamerikanska ishockeyligan National Hockey League (NHL), där han spelade för ishockeyorganisationen New York Rangers. Han producerade 610 poäng (179 mål och 431 assists) samt drog på sig 1 226 utvisningsminuter på 982 grundspelsmatcher. Greschner spelade också för Providence Reds i American Hockey League (AHL) och New Westminster Bruins i Western Canadian Hockey League (WCHL).
Han draftades av New York Rangers i andra rundan i 1974 års NHL-draft som 32:a spelare totalt. Greschner blev samma år också draftad av Vancouver Blazers i World Hockey Association (WHA) som 34:e spelaren totalt.
Efter den aktiva spelarkarriären har han varit kommentator i radio och TV samt drivit företag. 2001 grundade han stiftelsen Ron Greschner Foundation som arbetar för att forska och öka kunskaperna om autism.
Greschner var gift med den före detta supermodellen Carol Alt mellan 1983 och 2001, dock som separerade från och med 1997. 2001 berättade Alt att de skilde sig för att Greschner ville ha barn men inte hon. 2008 när de möttes i domstol över en affärsrelaterad tvist, avslöjades den riktiga anledningen och det var att hon kunde inte bli gravid på grund av livmodercancer.

## Statistik
| 1971–1972   | New Westminster Bruins | WCHL        | 44  | 1   | 9   | 10  | 126  | 5  | 1  | 2  | 3  | 0   |
| 1972–1973   | New Westminster Bruins | WCHL        | 68  | 22  | 47  | 69  | 169  | 5  | 2  | 4  | 6  | 19  |
| 1973–1974   | New Westminster Bruins | WCHL        | 67  | 33  | 70  | 103 | 170  | 11 | 5  | 6  | 11 | 18  |
| 1974–1975   | New York Rangers       | NHL         | 70  | 8   | 37  | 45  | 93   | 3  | 0  | 1  | 1  | 2   |
|             | Providence Reds        | AHL         | 7   | 5   | 6   | 11  | 10   | —  | —  | —  | —  | —   |
| 1975–1976   | New York Rangers       | NHL         | 77  | 6   | 21  | 27  | 93   | —  | —  | —  | —  | —   |
| 1976–1977   | New York Rangers       | NHL         | 80  | 11  | 36  | 47  | 89   | —  | —  | —  | —  | —   |
| 1977–1978   | New York Rangers       | NHL         | 78  | 24  | 48  | 72  | 100  | 3  | 0  | 0  | 0  | 2   |
| 1978–1979   | New York Rangers       | NHL         | 60  | 17  | 36  | 53  | 66   | 18 | 7  | 5  | 12 | 16  |
| 1979–1980   | New York Rangers       | NHL         | 76  | 21  | 37  | 58  | 103  | 9  | 0  | 6  | 6  | 10  |
| 1980–1981   | New York Rangers       | NHL         | 74  | 27  | 41  | 68  | 112  | 14 | 4  | 8  | 12 | 17  |
| 1981–1982   | New York Rangers       | NHL         | 29  | 5   | 11  | 16  | 16   | —  | —  | —  | —  | —   |
| 1982–1983   | New York Rangers       | NHL         | 10  | 3   | 5   | 8   | 0    | 8  | 2  | 2  | 4  | 12  |
| 1983–1984   | New York Rangers       | NHL         | 77  | 12  | 44  | 56  | 117  | 2  | 1  | 0  | 1  | 2   |
| 1984–1985   | New York Rangers       | NHL         | 48  | 16  | 29  | 45  | 42   | 2  | 0  | 3  | 3  | 12  |
| 1985–1986   | New York Rangers       | NHL         | 78  | 20  | 28  | 45  | 104  | 5  | 3  | 1  | 4  | 11  |
| 1986–1987   | New York Rangers       | NHL         | 61  | 6   | 34  | 40  | 62   | 6  | 0  | 5  | 5  | 0   |
| 1987–1988   | New York Rangers       | NHL         | 51  | 1   | 5   | 6   | 82   | —  | —  | —  | —  | —   |
| 1988–1989   | New York Rangers       | NHL         | 58  | 1   | 10  | 11  | 94   | 4  | 0  | 1  | 1  | 6   |
| 1989–1990   | New York Rangers       | NHL         | 55  | 1   | 9   | 10  | 53   | 10 | 0  | 0  | 0  | 16  |
| NHL totalt  | NHL totalt             | NHL totalt  | 982 | 179 | 431 | 610 | 1226 | 84 | 17 | 32 | 49 | 106 |
| WCHL totalt | WCHL totalt            | WCHL totalt | 179 | 56  | 126 | 182 | 465  | 21 | 8  | 12 | 20 | 37  |